# Vénus plus X
Vénus plus X (titre original : Venus Plus X) est un roman de l'écrivain américain Theodore Sturgeon publié en 1960. Cet ouvrage a été nommé pour le prix Hugo du meilleur roman 1961.